# Scott Davis (Eiskunstläufer)
Scott Davis (* 29. Januar 1972 in Great Falls, Montana) ist ein ehemaliger US-amerikanischer Eiskunstläufer, der im Einzellauf startete.
Davis wurde 1993 und 1994 US-amerikanischer Meister. Er nahm von 1993 bis 1995 an Weltmeisterschaften teil. Bei seiner ersten Weltmeisterschaft erreichte er 1993 mit dem sechsten Platz sein bestes Ergebnis, 1994 und 1995 wurde er jeweils Siebter. Bei seinen einzigen Olympischen Spielen, 1994 in Lillehammer, wurde er Achter.
In den folgenden Jahren litt Davis unter Höhenangst und hatte Probleme mit der Beständigkeit seiner Sprünge. Er setzte seine Karriere bis 1998 fort, konnte sich aber seit 1995 für keine Weltmeisterschaft mehr qualifizieren. Nachdem er zu den Profis wechselte, trat er in einer Eisschauversion des Musicals Grease auf.
Davis trainierte bei Kathy Casey in Colorado Springs und bei Halyna Smijewska in Simsbury. Später wirkte er selbst als Trainer, zu seinen Schülern gehörte unter anderem Vaughn Chipeur. Davis ist technischer Spezialist bei der ISU.

## Ergebnisse
| Wettbewerb / Jahr                | 1991 | 1992 | 1993 | 1994 | 1995 | 1996 | 1997 | 1998 |
| -------------------------------- | ---- | ---- | ---- | ---- | ---- | ---- | ---- | ---- |
| Olympische Winterspiele          |      |      |      | 8.   |      |      |      |      |
| Weltmeisterschaften              |      |      | 6.   | 7.   | 7.   |      |      |      |
| US-amerikanische Meisterschaften | 8.   | 4.   | 1.   | 1.   | 2.   | 4.   | 4.   | 3.   |

## Weblink
- Scott Davis in der Datenbank von Olympedia.org (englisch)

| Personendaten    | Personendaten                             |
| ---------------- | ----------------------------------------- |
| NAME             | Davis, Scott                              |
| KURZBESCHREIBUNG | US-amerikanischer Eiskunstläufer          |
| GEBURTSDATUM     | 29. Januar 1972                           |
| GEBURTSORT       | Great Falls (Montana), Vereinigte Staaten |